# 安德鲁·赖因
安德鲁·赖因（英語：Andrew Rein，1958年3月11日—），美国男子摔跤运动员，主攻自由式。他曾代表美国参加1984年夏季奥林匹克运动会摔跤比赛，获得男子自由式68公斤级银牌。